# Rhagodira ochropus
Rhagodira ochropus är en spindeldjursart som beskrevs av Roewer 1933. Rhagodira ochropus ingår i släktet Rhagodira och familjen Rhagodidae. Inga underarter finns listade i Catalogue of Life.